# Charles Jennens
Charles Jennens (1700–1773) là một địa chủ và là nhà bảo trợ nghệ thuật. Ông là bạn của Handel, một số bản oratorio, nổi tiếng nhất là Trường ca Messiah, do Handel phổ nhạc trên nền ca từ của Jennens.

## Tiểu sử
Jennens được trưởng dưỡng tại Gopsall Hall ở Leicestershire, Anh, là con trai của Charles Jennens và người vợ thứ hai của ông, Elizabeth Burdett. Jennens theo học tại Balliol College, Đại học Oxford, nhưng không tốt nghiệp. Ông là một tín hữu Cơ Đốc mộ đạo, không chịu tuyên thệ trung thành với tân vương mà vẫn tin rằng Nhà Stuart đã bị phế truất là hợp pháp. Ông quan tâm đến tinh thần và giáo huấn của Cơ Đốc giáo thời kỳ tiên khởi và của John Chrysostom. Nhiều người xem ông là có khuynh hướng chống Thần giáo (Deism).
Sau khi thân phụ qua đời năm 1747, Jennens tái thiết toàn bộ Gopsall Hall theo phong cách Palladian, trong khuôn viên lãnh địa ông cho xây nhà tưởng niệm một người bạn là thi sĩ và học giả, Edward Holdsworth. Bị cấm đảm nhiệm các chức vụ công do lập trường chính trị, Jennens cống hiến đời mình cho nghệ thuật, bảo trợ âm nhạc và sưu tập tranh (ông sở hữu một trong những bộ sưu tập đắt giá nhất ở Anh Quốc thời ấy). Rất yêu thích những sáng tác của Handel, hai người trở thành bạn thân. Handel là vị khách thường xuyên có mặt ở Gopsall Hall. Jennens cũng yêu cầu Thomas Hudson vẽ chân dung Handel – Hudson cũng là tác giả bức chân dung Jennens hiện đang trưng bày tại Viện Bảo tàng Nhà Handel, Luân Đôn.
Jennens từ trần ngày 20 tháng 11 năm 1773 tại Gopsall Hall, em họ của ông, Heneage Fine, Bá tước Aylesford thừa kế thư viện âm nhạc của Jennens vẫn được lưu giữ tại Thư viện Âm nhạc Watson thuộc Thư viện Trung tâm Manchester, gồm các bản thảo và ấn bản âm nhạc của Handel và những nhà soạn nhạc người Anh và người Ý đương thời; có 368 bộ bản thảo của Handel, bản thảo những bản sonata vĩ cầm "Manchester" của Vivaldi và bản thảo tác phẩm "The Four Seasons". Ngoài ra, trong bộ sưu tập của Jennens còn có các tác phẩm của Shakespeare, sách văn học, triết học và thần học, hầu hết đều bị phân tán trong năm 1918.

## Cộng tác với Handel
Sự thông tuệ trong lĩnh vực Kinh Thánh và văn học là nhân tố thúc đẩy Jennens, từ năm 1735, viết ca từ cho Handel phổ nhạc. Handel soạn nhạc dựa trên ý tưởng và ca từ của Jennens cho các sáng tác: Saul (1735-9), L’Allegro, il Penseroso ed il Moderato (1740-1), Messiah (1741-2), Belshazzar (1744-5), và có thể là Israel in Egypt (1738-9). Jennens không đòi hỏi tác quyền và luôn luôn ẩn danh. Saul và Belshazzar được xem là "sự thể hiện một tài năng đầy ấn tượng trong nghệ thuật phối cảnh và khắc họa tính cách nhân vật, cũng như khả năng vận dụng những ám chỉ chính trị cách điệu nghệ".
Thông thạo cả âm nhạc và văn chương, Jennens góp ý và chỉnh sửa những vở opera của Handel. Rõ là Handel cũng sẵn lòng chấp nhận những đóng góp của Handel.
Tác phẩm nổi tiếng nhất hình thành từ sự cộng tác giữa Jennens và Handel là Trường ca Messiah. Theo nhận xét của nhà âm nhạc học Watkins Shaw, Messiah là "một sự trầm mặc sâu lắng về Chúa chúng ta là Đấng Messiah trong tư duy và niềm tin Cơ Đốc".